# Terzigno
Terzigno község (comune) Olaszország Campania régiójában, Nápoly megyében.

## Fekvése
Nápolytól 20 km-re keletre fekszik. Határai: Boscoreale, Boscotrecase, Ottaviano, Poggiomarino és San Giuseppe Vesuviano. A Vezúv délkeleti lejtőjén fekszik.

## Története
1920-ig Ottaviano része volt, így a két település története szorosan összefügg. Címerében a Vezúv látható valamint a Ter Ignis felirat, amelynek jelentése háromszoros tűz, ami a vulkán kitöréseire utal.  A vidék hírnevét az itt termelt lacrima Christi bornak köszönheti.

## Népessége
A népesség számának alakulása:

## Főbb látnivalói
- Villa Bifulco
- Sant’Antonio-templom
- Maria Santissima Immacolata-templom
- Madonna SS. del Carmine-templom